# Барні (провінція Комо)
Барні (італ. Barni) — муніципалітет в Італії, у регіоні Ломбардія, провінція Комо.
Барні розташоване на відстані близько 520 км на північний захід від Рима, 55 км на північ від Мілана, 19 км на північний схід від Комо.
Населення — 602 особи (2014).

## Демографія
Населення за роками:

Станом на 1 січня 2023 року в муніципалітеті офіційно проживало 58 іноземців з 13 країн, серед них 38 громадян країн Євросоюзу.

## Сусідні муніципалітети
- Лазніго
- Магрельйо
- Олівето-Ларіо
- Сормано